# Charles Ier de Rohan-Guémené
Charles Ier de Rohan-Guémené (né vers 1378 - décédé en 1438), seigneur de Guémené, fils de Jean Ier de Rohan et frère d'Alain VIII de Rohan.

## Biographie
Il est le fils unique du second mariage de Jean Ier de Rohan et de la princesse Jeanne de Navarre, sœur du roi Charles II de Navarre dont il reçoit le nom au baptême.
À la mort de son père l'héritage de la maison de Rohan revient à son demi-frère Alain VIII de Rohan, issu du premier mariage de son père, mais, en considération du statut de sa mère, il reçoit les terres de Guémené et de La Roche-Moysan.
En 1420, alors que le duc Jean V est fait prisonnier par les Penthièvre à Champtoceaux, Charles de Guémené fut au nombre des députés que la duchesse Jeanne envoya vers le Dauphin de France pour obtenir la liberté du duc.
En reconnaissance de ses services Jean V lui donna, par acte du 23 septembre 1420, confirmé le 7 octobre suivant, la châtellenie de Minibriac.

## Mariage et descendance
Il épouse en 1405 Catherine du Guesclin, fille unique de Bertrand du Guesclin, seigneur de La Roberie et de La Morelière, et d'Isabeau d'Ancenis. Ce Bertrand du Guesclin était un cousin homonyme du connétable. Ils eurent un fils unique:
- Louis Ier de Rohan-Guéméné, seigneur de Guémené après son père.

## Armoiries
| Blason | Blasonnement : Écartelé : en 1 et 4 : de gueules aux chaînes d'or posées en orle, en croix et en sautoir, chargées en cœur d'une émeraude au naturel (qui est de Navarre) ; en 2 et 3 : d'azur semé de fleurs de lys d'or à la bande componée d'argent et de gueules (qui est d'Évreux) ; sur le tout, parti : en 1 : de gueules à neuf macles d'or, posées 3, 3, 3 (qui est de Rohan), et en 2 : d'hermine (qui est de Bretagne). Commentaires : Charles Ier de Rohan-Guéméné adopta les armes de sa mère, plus prestigieuses, et y mit un parti de Rohan et de Bretagne en abîme. |